# Динаміка польоту
Динаміка польоту — це наука, яка вивчає продуктивність, стабільність і принципи керування літаючими апаратами при їх польоті у повітрі або у космосі. Вона займається вивченням того як сили, що діють на літальний апарат впливають на його швидкість, ставлення з плином часу.
Для літаків з фіксованим крилом, є три критичних параметри динаміки польоту. Ці параметри задаються в трьох вимірах, у вигляді кутів повороту навколо центру мас. Ці три кути називаються кутами крену, тангажу і нишпорення.
Динаміка польоту космічних апаратів розглядає три основні сили: тягу (ракетного двигуна), гравітаційну силу, а також підйомну силу і силу опору (під час руху через атмосферу Землі або атмосферу будь-якого іншого небесного тіла). В залежності від розподілу мас апарата, вплив гравітаційної сили може також залежати від ставлення (і навпаки), але в набагато меншому ступені. Оскільки аеродинамічні сили, які впливають на космічний корабель відносно малі, сила тяжіння буде домінуючою силою.

## Літаки

Динаміка польоту це наука що вивчає рух і орієнтацію літака в повітрі, а також управління ним в тривимірному просторі. Основними трьома критичними параметрами є кути повороту в трьох вимірах довкола центра мас апарата, які називаються крен, тангаж і нишпорення (які відмінні від кутів Тейта-Брайена, які ще називаються морськими кутами чи карданними кутами).
Авіаінженери розроблюють системи управління орієнтацією літального апарата (ставленням) відносно його центру мас. Системи управління включають в себе приводи, які змінюють сили в різних напрямках і створюють сили обертання або момент довкола центру мас літака, і таким чином повертають літак в різні кути крену, тангажу і нишпорення. Наприклад, момент тангажу це вертикальна сила, яка застосовується до поверхонь що знаходяться на відстані попереду чи позаду від центру мас літака, що приводить до руху носа літака вгору або вниз.
Літальний апарат з нерухомим крилом збільшує або зменшує підйомну силу, яка створюється крилом, коли він підіймає ніс вверх, або вниз збільшуючи або зменшуючи кут атаки. Кут крену також називають кутом нахилу літака, який зазвичай робить нахил для того, щоб змінити горизонтальний напрям польоту. Літак як правило має обтічну форму від носа до хвоста, для того щоб зменшити аеродинамічний опір, який надає літаку перевагу доводячи кут курсової стійкість літака близьку до нуля, хоча бувають випадки, коли повітряне судно може навмисно змінювати кут ковзання у літаках.

## Космічні апарати і супутники

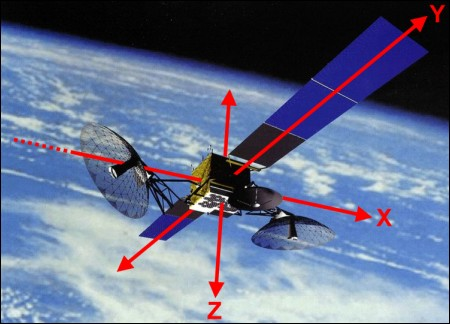
Основні осі, які задають ставлення супутника

Сили, що діють на космічний апарат існують трьох типів: тяга ракетного двигуна; гравітаційна сила, що створюється землею або іншими небесними тілами; і аеродинамічна підйомна сила і опір (під час польоту через атмосферу). Ставлення апарата має братись до уваги через його вплив на аеродинамічну силу і тягу. В залежності від розподілу мас апарата, вплив гравітаційної сили також може залежати від ставлення і навпаки, але в значно меншому розмірі. Існують і інші причини, не пов'язані з динамікою польоту, що потребують контролю над ставленням апарата при пасивному польоті (наприклад, контроль за нагрівом, генерацією сонячної енергії, зв'язку, або астрономічними спостереженнями).
Динаміка польоту космічного апарата відрізняється від динаміки польоту літака оскільки аеродинамічні сили дуже незначні для більшості умов польоту, і її закони не можна використовувати для управління орієнтацією літака в такі моменти польоту. Крім того, більша частина польоту космічного корабля, як правило відбувається без застосування двигуна, коли сила тяжіння залишається домінуючою силою.